# Smrk ztepilý (Srní)
Smrk ztepilý je památný strom u osady Sedlo severozápadně od obce Srní. Smrk ztepilý (Picea abies (L.) Karst) roste v nadmořské výšce 820 m uvnitř lesního porostu pod zelenou turistickou trasou odbočující ze Sedla směrem k Vchynicko–tetovskému kanálu pod můstkem, kde začíná skluz do Křemelné. Jedná se o srostlici dvou vedle sebe těsně rostoucích smrků ztepilých s prorostlými větvemi, dosahuje výšky 24 m, obvod kmene je 482 cm, stáří se odhaduje na 150 let (měřeno 2010). Smrk je chráněn od 26. května 1992 jako krajinná dominanta, významný vzrůstem.

## Památné stromy v okolí
- Javor klen u Nového Sedla I.
- Javor klen u Nového Sedla II.
- Kleny na Novém Sedle